# 사토 겐료

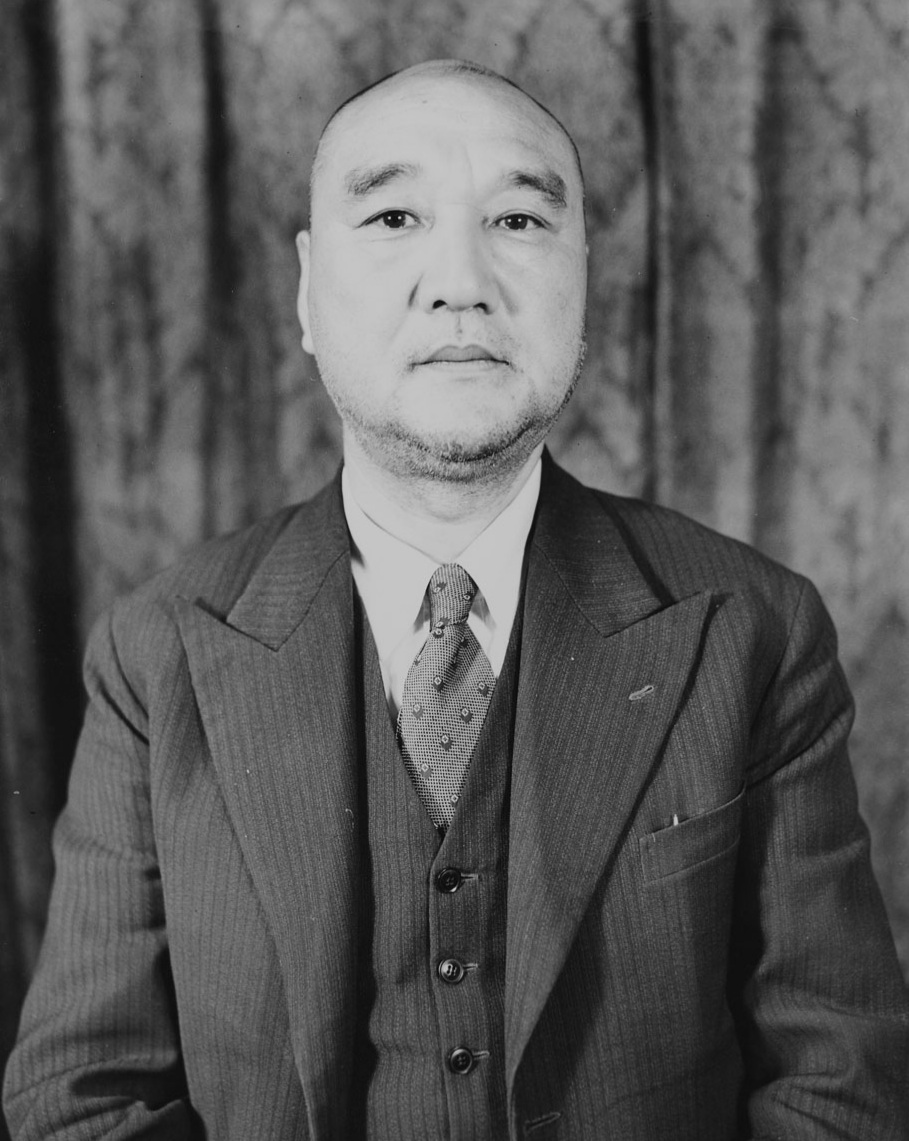
사토 겐료

사토 겐료(일본어: 佐藤 賢了, 1895년 6월 1일 ~ 1975년 2월 6일)는 이시카와현 출신의 일본제국 육군 군인으로, 최종 계급은 육군 중장이었다.

## 생애
사토 겐료는 1895년, 지금의 이시카와현에서 태어나 1917년에 일본 육군사관학교, 1925년에 일본 육군대학교를 졸업하였다. 미국 주재를 거쳐 일본 육군성 군무과 국내반장을 맡았다. 육군성 내부에서 경력이 풍부한 지미파로 알려졌던 사토는, 1938년 3월에 열린 국가총동원법 심의에서 국가총동원법 위원회의 육군성 설명원 자격으로 법안 마련에 당시 자신의 견해를 섞어 오랜 시간 동안 연설하였는데, 이에 반발한 다른 의원이 사토의 단독 연설을 멈추게하려 하자, "입 다물어라!"라고 발언하였다. 이 발언이 문제가 되어 위원회는 해산되었고, 당시 육군대신이었던 스기야마 하지메(杉山元)가 사죄하는 사태로 번졌으나, 사토에게는 아무런 조치가 취해지지 않았다.
1943년, 야마모토 이소로쿠(山本五十六)가 전사했을 때에는 미드웨이 해전의 실패를 거론하며, "국장에 적당하지 않다"라고 도조 히데키(東條英機) 총리에게 말했으나, 도조는 육군과 해군의 조화를 우선시하고 그의 말을 무시하였다. 사토는 후에 "삼간사우" (三奸四愚) 라고 불렸던 도조 히데키 측근 사우 중 한 명으로 여겨졌다.
일본의 패전 이후, 사토는 극동 국제 군사 재판에서 종신형 판결을 받아 복역하였다. A급 전범 중 가장 늦게까지 갇혀있었고, 1956년 3월 31일에 석방돼 지금의 도쿄 퍼실리티 서비스인 도큐관재(東急管財) 사장을 맡았다. 또, 자신의 체험이 기초가 되어 베트남 전쟁 반대 운동에 참가해 화제가 되었고, 죽기 직전까지 면담자에게 태평양 전쟁이 성전이었다는 주장을 하여 물의를 빚었다.
장남은 육군에 있다가 제2차 세계대전 후에 항공 자위대에 입대해 소장까지 승진하였고, 차남은 간사이 전력(関西電力) 근무, 삼남은 와세다 대학 교육학부 교수가 되었다.

## 같이 보기
- 일본 육군성
- 도조 히데키
- 극동 국제 군사 재판